# Жоржињо (фудбалер, 1991)
Жорже Луиз Фрело Фиљо (порт. Jorge Luiz Frello Filho; 20. децембар 1991) јесте бразилско-италијански фудбалер који наступа за енглески клуб Арсенал као и за репрезентацију Италије. Игра на позицији везног играча.

## Каријера
Жоржињо је почео да игра фудбал у Верони. Као омладинац 2010. године је отишао на позајмицу у клуб Серије Б, Самбонифацезе где је играо целу једну сезону. Имао је 31 наступ, 1 гол и 10 асистенција.
Дебитовао је за Верону у Серији А септембра 2011. године у утакмици против Сасуола уласком на терен као замена у 76. минуту.
Дана 18. јануара 2014. се придружио клубу Наполи у трајању од 4 и по година као део сувласништва са клубом Верона. Месец дана касније, тачније 12. фебруара је дао свој први гол у дресу Наполија против Роме за финале Купа Италије. Имао је проблема у Наполију са уласком у први тим али се то променило са доласком новог тренера Сарија.
Јула 2018. је потписао уговор са енглеским клубом Челси, истог дана кад је и Сари потписао уговор. Први наступ за премијерлигашки клуб је имао у утакмици Комјунити шилда 5. августа 2018. године. Недељу дана касније је постигао свој први гол у утакмици против Хадерсфилда у колу Премијер лиге.

## Репрезентација
Жоржињо је имао право да бира у којој ће репрезентацији играти, Бразилу или Италији. Међутим, сам је рекао да би више волео да игра у италијанској. Марта 2016. године је примио позив селектора Контеа да игра у пријатељским утакмицама против Шпаније и Немачке. Дана 24. марта је имао свој дебитантски наступ у дресу репрезентације улазећи као замена у утакмици против Шпаније.
Како често није био позиван или није био стављен у прву поставу репрезентације, говорило се да ће променити мишљење и прећи у бразилску репрезентацију али је он одбацио те наводе.
Играо је у утакмицама УЕФА Лига нација септембра 2018. године, где је и постигао свој први гол за репрезентацију.